# ロンバ湖

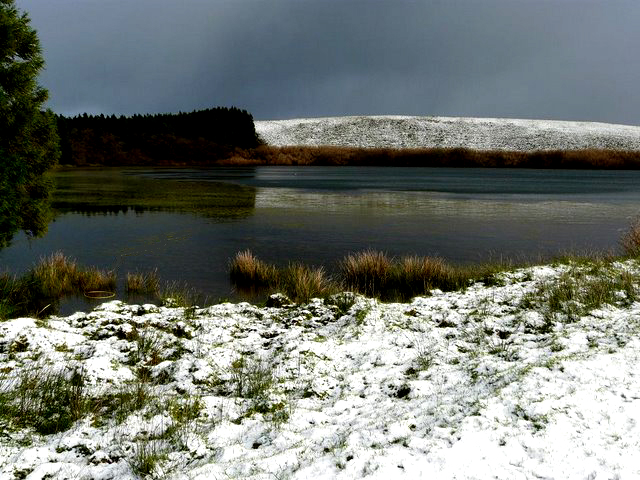
冬のロンバ湖

ロンバ湖（ポルトガル語: Lagoa da Lomba）は、ポルトガル領アゾレス諸島を構成する島のひとつ、フローレス島中央部やや南東寄りの山中にある湖である。

## 植生

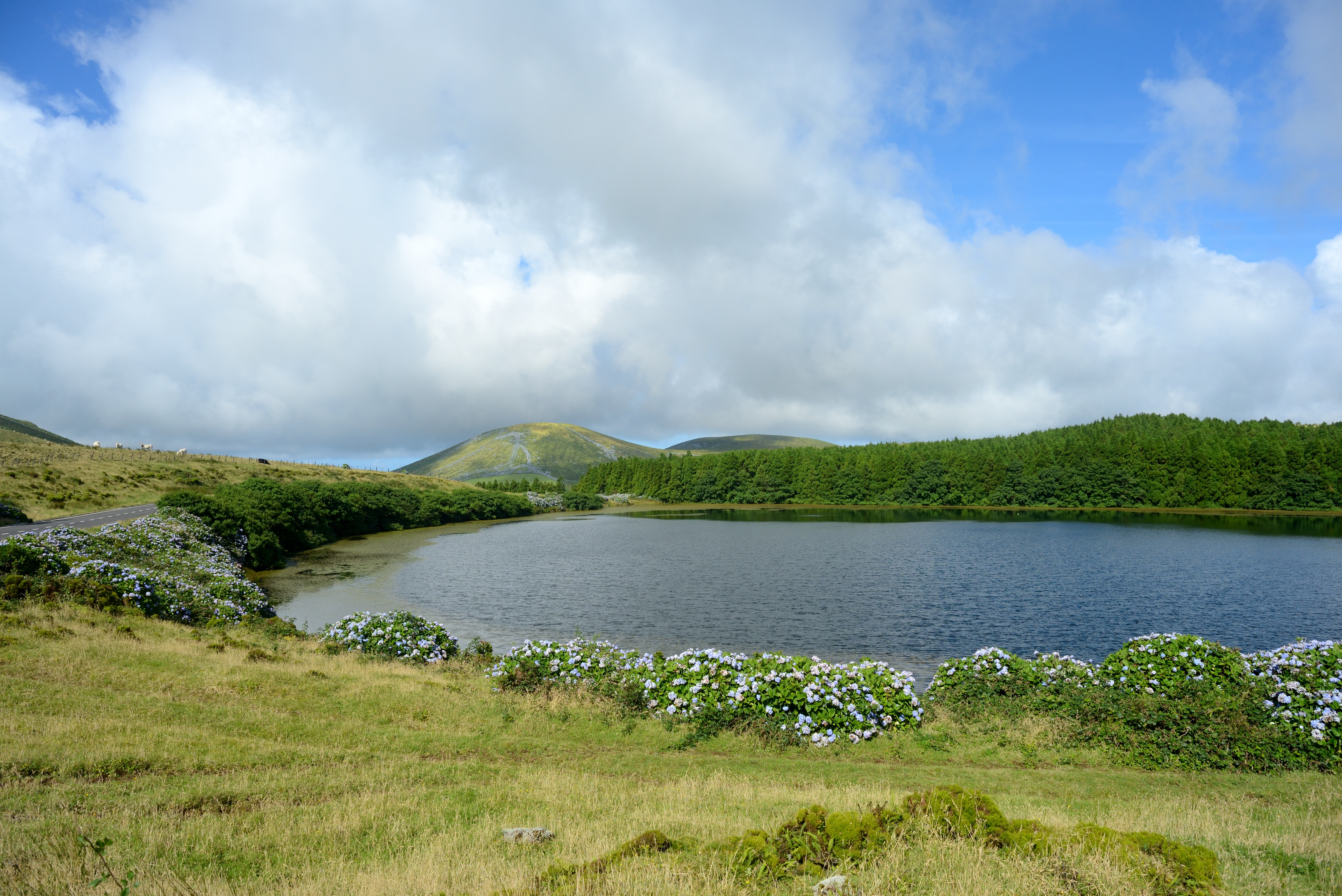
ロンバ湖とアジサイの花

フローレス島内にある火山噴火が原因でできた穴に水が溜まってできた7つの湖のうちのひとつがロンバ湖である。ただ、ここが火山噴火によってできた穴だとはいっても長らく噴火は起こっておらず、湖の中には人間が泳げないくらいにたくさんの水生植物が繁茂している。